# ガイウス・マミリウス・トゥッリヌス
 ガイウス・マミリウス・トゥッリヌス（ラテン語: Gaius Mamilius Turrinus、生没年不詳）は紀元前3世紀中期の共和政ローマの政治家・軍人。紀元前239年に執政官（コンスル）を務めた。

## 出自
プレブス（平民）であるマミリウス氏族の出身。父も祖父もプラエノーメン（第一名、個人名）はクイントゥスである。伝説では、マミリウス氏族はラティウムのトゥスクルム（en）にその起源を持ち、都市の建設者とされるオデュッセウスとキルケーの間の子であるテーレゴノスの子孫と称している。氏族としては、トゥッリヌスの他にルキウス・マミリウス・ウィトゥルスとクィントゥス・マミリウス・ウィトゥルスが執政官を務めている（それぞれ紀元前265年および紀元前262年）。

## 経歴
トゥッリヌスは紀元前239年に執政官に就任。同僚執政官はクィントゥス・ウァレリウス・ファルトであった。ティトゥス・リウィウスの『ローマ建国史』の本文は欠落しており、要約にもこの年の記録は無い。トゥッリヌスに関して、これ以外は不明である。

## 参考資料
- カピトリヌスのファスティ
- ティトゥス・リウィウス『ローマ建国史』
- Guy Mamilius Thurrin - in Smith 's Dictionary of Greek and Roman Biography and Mythology.